# 德文卷毛猫

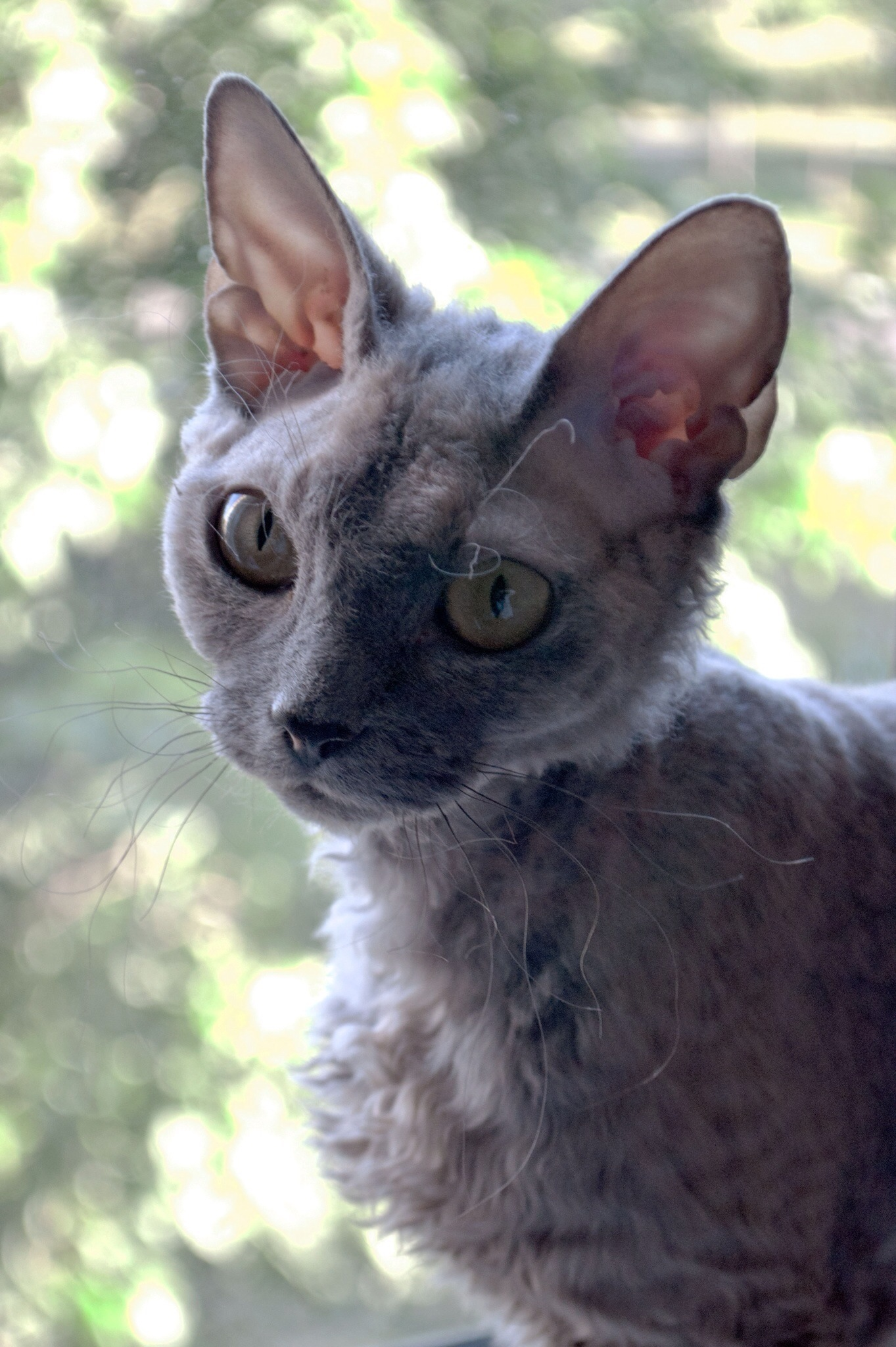
德文卷毛猫

德文卷毛猫又稱德文帝王貓，是一种高耳朵、短毛的猫，20世纪50年代末在英国出现。這種貓的头部和其他貓看上去不太一樣，有點像皮克西，而且眼睛大、毛短。德文卷毛猫容易罹患先天性少毛症以及由马拉色菌属細菌引起的皮炎。 